# Imanol Harinordoquy

a Compétitions nationales et continentales officielles uniquement.

b Matchs officiels uniquement.
Dernière mise à jour le 1 août 2016.
Imanol Harinordoquy, né le 20 février 1980 à Bayonne, est un joueur de rugby à XV international français. Il joue au poste de troisième ligne centre ou de troisième ligne aile au sein de l'effectif de la Section paloise de 1999 à 2004, puis du Biarritz olympique de 2004 à 2014, dont il devient une figure emblématique, avant de rejoindre le Stade toulousain jusqu'en 2016, à la suite de la descente du club basque.
En près de dix ans au plus haut niveau, Imanol Harinordoquy a inscrit à son palmarès deux titres de champion de France (2005 et 2006), une victoire en Challenge européen en 2012, quatre victoires dans le Tournoi des Six Nations (2002, 2004, 2007 et 2010) dont trois Grands chelems (2002, 2004, 2010), deux quatrièmes places et une finale en Coupe du monde.

## Biographie
Imanol Harinordoquy naît à Bayonne le 20 février 1980. Il grandit à Saint-Jean-Pied-de-Port au Pays basque avec son père Lucien et sa mère Maritxu.
Il commence le rugby à l'âge de quatorze ans après avoir pratiqué la pelote basque, le judo, la natation et le football. Il a connu des problèmes de croissance et dû arrêter tout sport pendant un an. Quand il put s'y remettre, ses copains étaient passés au rugby. Il les suivit « sans rien connaître aux règles »,.
Imanol Harinordoquy a un fils avec sa compagne Betina : Juan, né le 27 décembre 2009.

## Carrière sportive

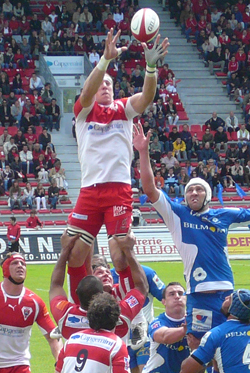
Imanol Harinordoquy avec le Biarritz olympique

### Premières années
Obligé de quitter sa ville pour étudier, il rejoint la Section paloise où il se révèle très jeune aux côtés notamment de Damien Traille. Imanol Harinordoquy prépare à Pau (Pyrénées-Atlantiques) un brevet de technicien supérieur de gestion agricole. Fier de ses racines basques, il reste attaché à son club formateur, l'US Garazi, dont il devient le parrain.
Il intègre l'équipe première de la Section lors de la saison 1999-2000 et devient lors des saisons suivantes l'un des joueurs les plus utilisés de l'effectif.

### Le Biarritz olympique

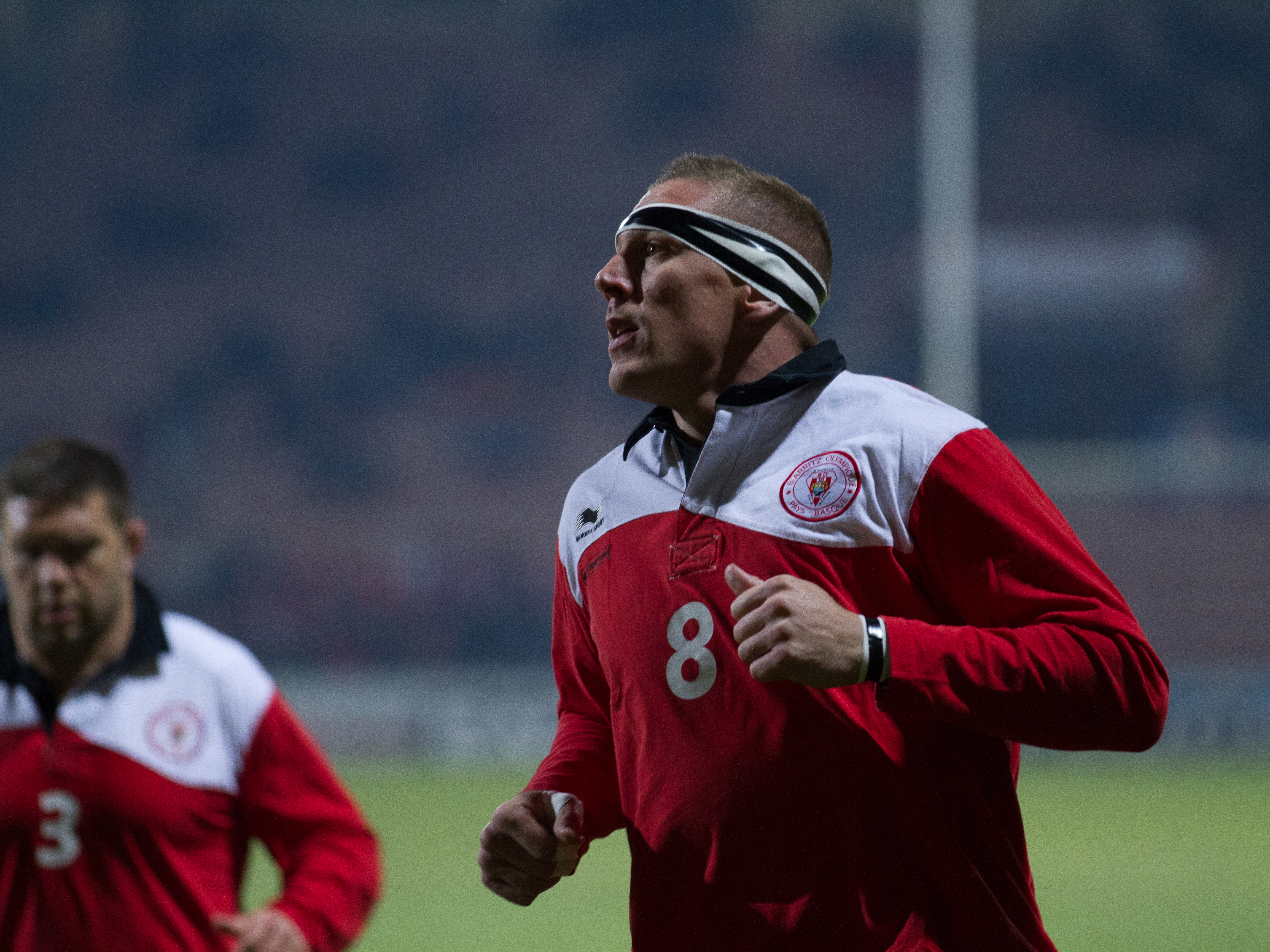
Imanol Harinordoquy à l'échauffement avec le Biarritz olympique le 25 janvier 2013.

En mai 2004, il signe au Biarritz olympique avec son coéquipier palois Damien Traille. Il participe activement à la conquête du Bouclier de Brennus en 2005 et 2006 (il est titulaire lors des deux finales contre le Stade français et le Stade toulousain, inscrivant un essai en 2006) et aux campagnes européennes (demi-finale en 2005 et finale en 2006). Il forme alors une troisième ligne de niveau international, avec Serge Betsen, Thierry Dusautoir et Thomas Lièvremont.
Incontournable au BO (plus de 200 matchs joués), dont il porte à plusieurs reprises le brassard de capitaine, il s’illustre notamment lors de la campagne européenne 2009-2010, disputant la demi-finale contre le Munster malgré une blessure aux côtes. Il participe à toutes les phases finales du club.
Durant la saison 2011-2012, le Biarritz olympique atteint la finale du Challenge européen. Pour cette rencontre face au RC Toulon, il est titulaire en troisième ligne aux côtés de Wenceslas Lauret et Benoît Guyot et le BO l'emporte 21-18,.

### Le Stade toulousain

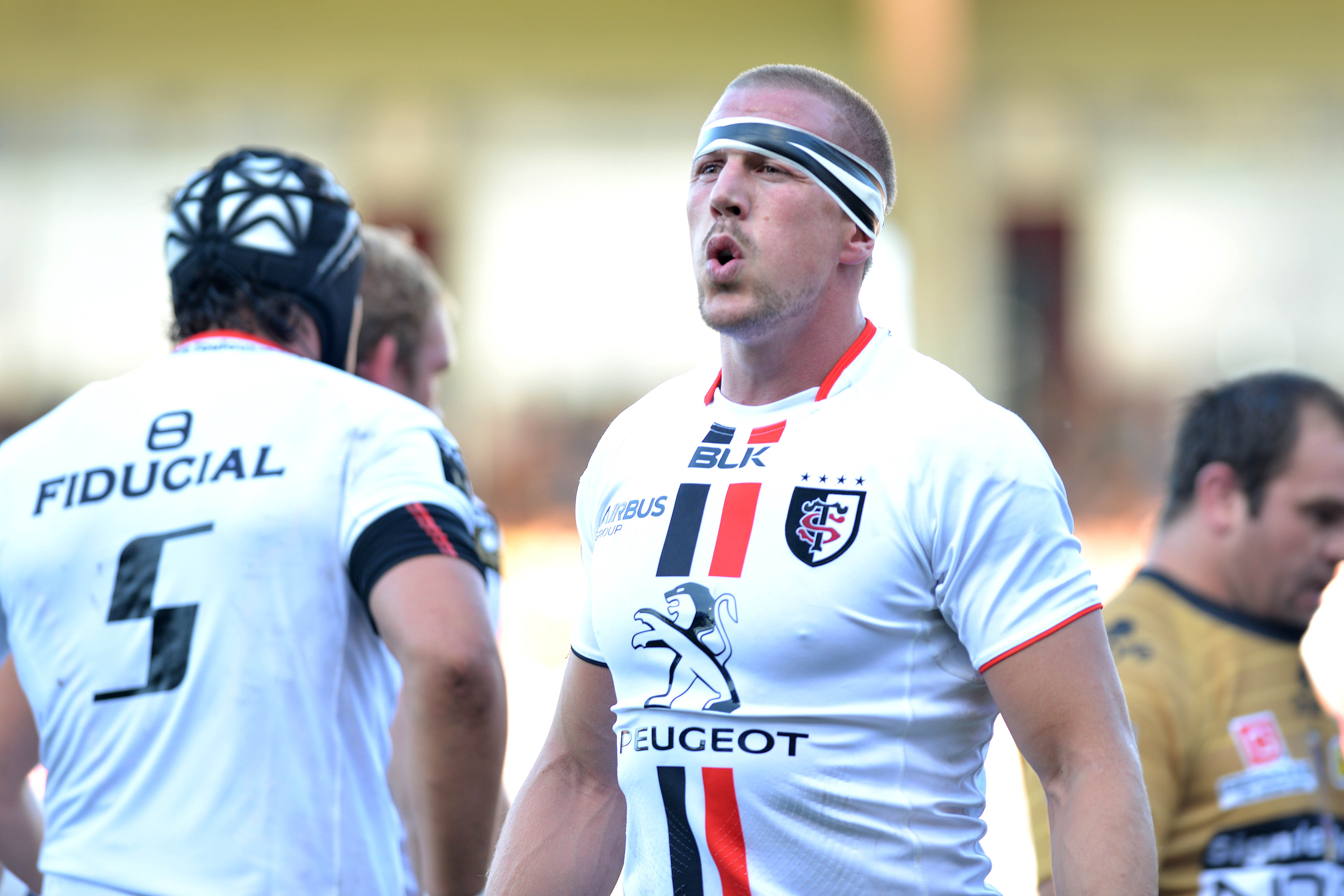
Imanol Harinordoquy, en 2014, sous le maillot du Stade toulousain.

En 2014, à la suite de la relégation du Biarritz olympique en Pro D2, Imanol Harinordoquy rejoint le Stade toulousain où il retrouve les troisièmes lignes internationaux français Thierry Dusautoir, Yannick Nyanga et Louis Picamoles.
Il s'intègre très rapidement dans l'équipe toulousaine et s'impose comme un joueur important de l'effectif. Il devient un élément précieux de la conquête des Rouge et Noir, trouve rapidement une place de cadre dans le vestiaire du Stade toulousain. Il est élu meilleur joueur de la saison par son club. Il signe un nouveau contrat pour une saison supplémentaire.
Harinordoquy décide de mettre un terme à sa carrière en fin de saison 2015-2016.

### En équipe de France

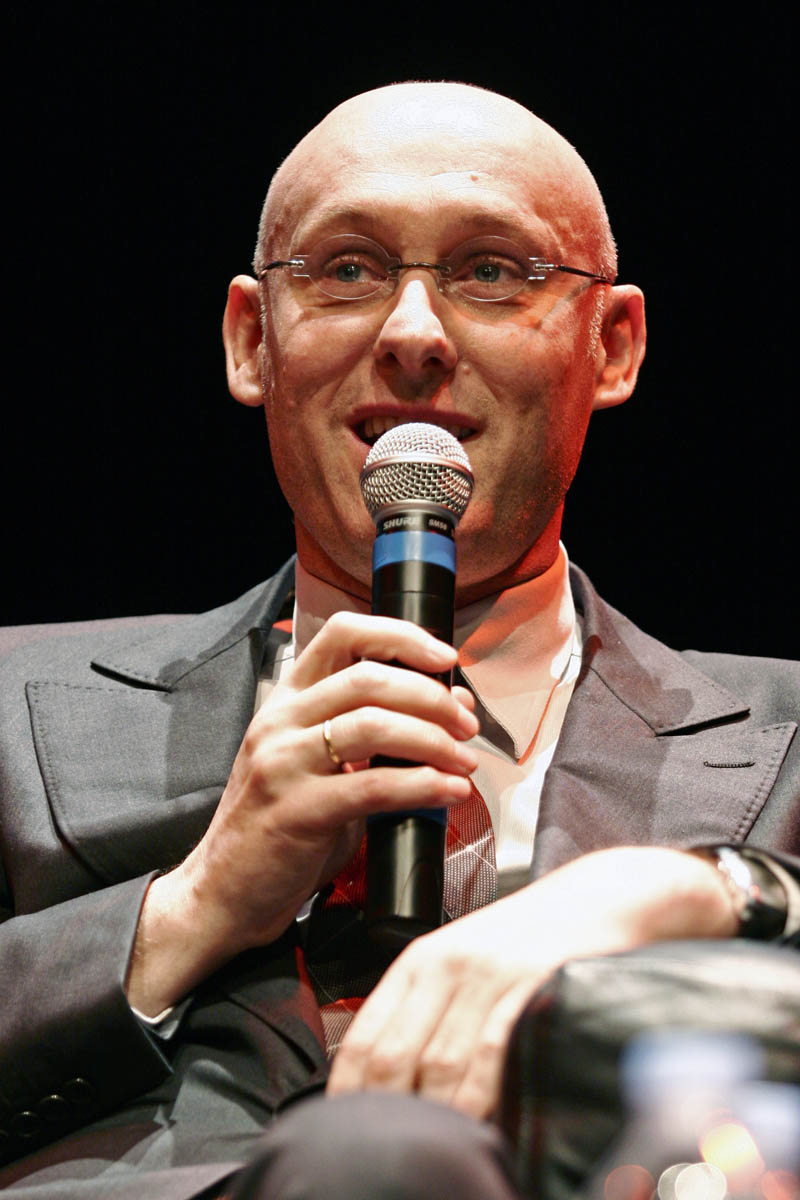
Le sélectionneur Bernard Laporte donne sa première cape à Imanol Harinordoquy en 2002.

Il honore sa première cape internationale en équipe de France le 16 février 2002 par une victoire 37-33 contre l'équipe du pays de Galles. Titulaire depuis le Tournoi des Six Nations 2002, il laisse Patrick Tabacco dans l'ombre. 
Très adroit de ses mains, il impressionne par sa facilité à se faire oublier sur l'aile opposée et par sa capacité à conclure l'action par un essai. Sa notoriété, son aisance en font un vice-capitaine officieux lors de la Coupe du monde 2003 et l'objet de nombreuses couvertures médiatiques (dont une publicité pour la compagnie aérienne australienne Qantas). 
Sa complémentarité avec Olivier Magne et Serge Betsen permet à la France de posséder une troisième ligne de très haut niveau lors de cette compétition. 
En 2004, Imanol Harinordoquy inscrit quatre essais lors du Tournoi. La troisième ligne en place formée par Olivier Magne, Serge Betsen et Imanol Harinordoquy remporte le Grand Chelem 2002 et 2004.
En juin 2005, il est sélectionné avec les Barbarians français pour aller défier la Western Province à Stellenbosch en Afrique du Sud. Les Baa-Baas s'inclinent 22 à 20.
Blessures et contre-performances compliquent sa saison. Il perd sa place en sélection au profit de Sébastien Chabal, Julien Bonnaire puis son coéquipier et capitaine Thomas Lièvremont. Ses bonnes performances en deuxième partie de la saison 2005-2006 lui permettent de revenir dans le groupe France et de participer aux victoires face à la Roumanie mais surtout face à l'Afrique du Sud. Il réintègre définitivement l'équipe de France lors de la saison 2006-2007 et est ainsi sélectionné pour sa seconde Coupe du monde. Lors du match d'ouverture contre l'Argentine, il est titularisé au poste de troisième ligne centre. Le match est perdu, Julien Bonnaire est titulaire lors du match suivant et pour le reste de la Coupe du monde. Imanol Harinordoquy n'est plus sélectionné pour le tournoi des six nations 2008 ; le jeune Picamoles est retenu en numéro 8.

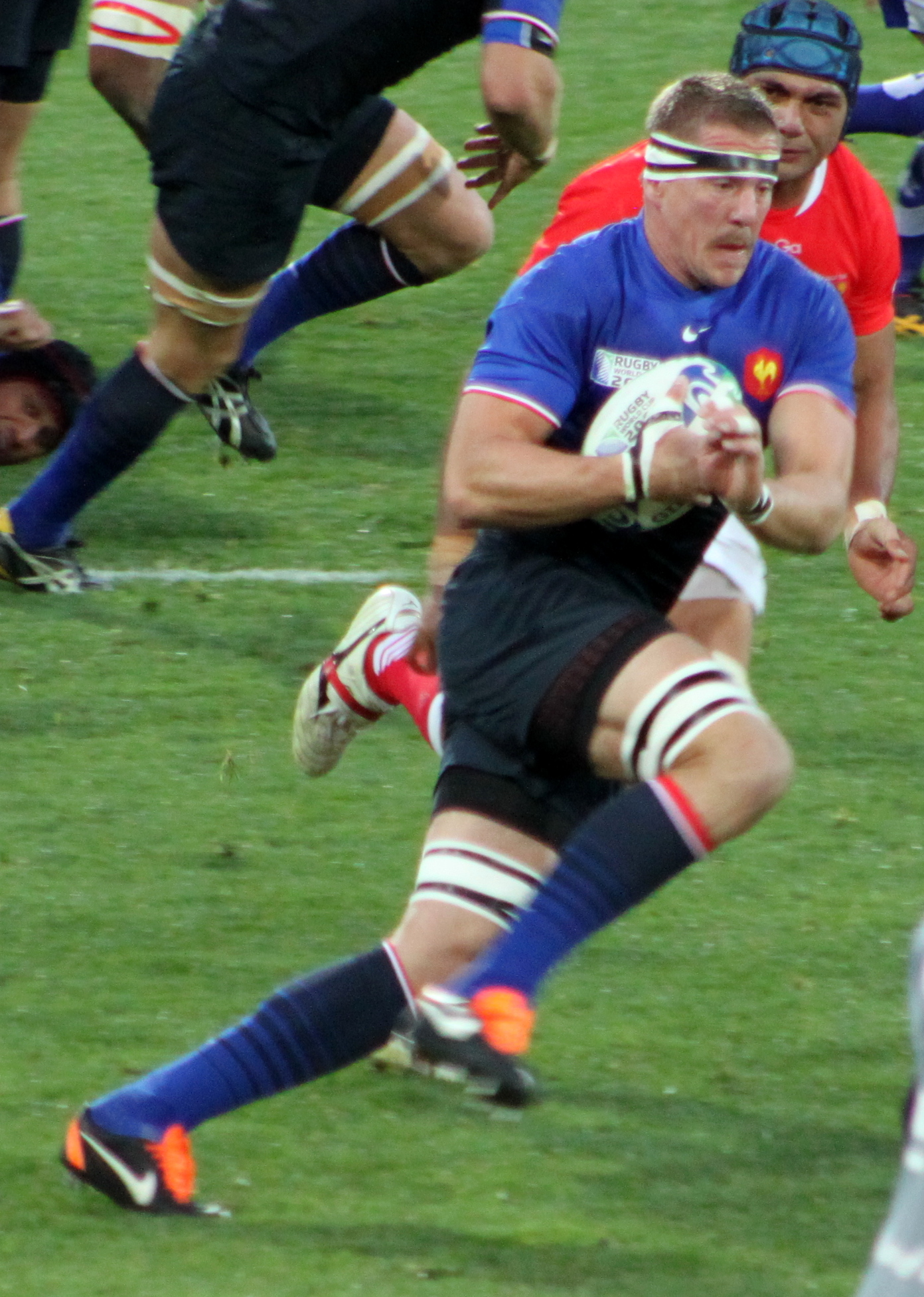
Imanol Harinordoquy avec le XV de France en 2011.

Imanol Harinordoquy est rappelé pour la tournée estivale en juin 2008. Il est rappelé au poste de troisième ligne centre contre les Pacific Islanders après avoir fait un bon match comme troisième ligne aile contre l'Argentine.
Il est retenu pour le Tournoi des Six Nations 2009; récemment opéré du ménisque, il n’est pas intégré aux trente joueurs retenus pour un stage à Marcoussis,. Auteur d'une reprise remarquable contre Gloucester, Harinordoquy est aussitôt sélectionné, et sa prestation contre Toulouse donne raison au sélectionneur tricolore. Comme dans son club, le Basque est en effet la pièce maîtresse de la touche.
Il inscrit un essai contre l'Irlande. Le match se termine sur une victoire des Irlandais sur le score de 30 à 21. Imanol Harinordoquy est le meilleur avant.
Titulaire en troisième ligne avec Julien Bonnaire et le capitaine Thierry Dusautoir, il remporte son troisième Grand Chelem en 2010. Cette même année, à l'occasion d'un test match d'automne contre les Fidji, il est capitaine du XV tricolore.
Imanol Harinordoquy, désormais « cadre » de l'équipe de France, est appelé comme titulaire pour la Coupe du monde 2011 disputée en Nouvelle-Zélande. Généreux et à 100 % dans le match, il joue un rôle clé dans la victoire de la France contre l'Angleterre en quart de finale le 8 octobre 2011 où il est désigné homme du match : reconnu pour son inimitié envers l'équipe d'Angleterre, il réalise très souvent de grandes performances contre cette équipe. Il est de nouveau très présent face à cet adversaire, aussi bien au sol qu'en l'air, lors de la défaite à domicile 22 à 24 lors du Tournoi des Six Nations 2012. Après avoir déjà disputé les trois premiers matchs du tournoi avant ce match contre les Anglais, il est de nouveau présent lors de la dernière rencontre perdue 16 à 9 face aux Gallois.

## Consultant
Après avoir mis un terme à sa carrière, en 2016, il devient consultant pour Canal+ en intégrant notamment l'émission Canal Rugby Club et en commentant les matchs de Top 14. Il quitte l'équipe de Canal+ en 2018.
En 2021, il devient consultant pour France Télévisions pour commenter des matches de Challenge européen. Il accompagne le journaliste Laurent Bellet sur France 4 en 2021-2022 puis Marc Tamon sur France 3 à partir de 2022.

## Carrière extra-sportive
Imanol Harinordoquy est l'un des joueurs de rugby les plus populaires de France depuis la Coupe du monde de rugby à XV 2003 et les plus connus internationalement. Il profite de sa popularité pour augmenter ses revenus en signant des contrats publicitaires. Il a un agent pour ses contrats publicitaires uniquement et  multiplie les opérations publicitaires pour des entreprises privées. Il évite de traiter du Pays basque en entretien, « forcément magnifique », pour ne pas être récupéré politiquement. Il évite les questions sur le salaire. Sa vie privée reste protégée.
En parallèle à ces contrats publicitaires, le joueur Imanol Harinordoquy tente également de profiter de sa popularité en lançant sa propre marque de vêtements. Imanol Harinordoquy est une ligne de vêtements dont la première collection est prévue pour l'automne-hiver 2009 en partenariat avec Vincent Verger et le groupe North Company. Il développera la marque pendant 7 ans avant de vendre ses boutiques à un groupe parisien spécialisé dans la maroquinerie.
Depuis 2003, il a créé une académie de rugby pour les jeunes qui ouvre ses portes chaque été à Biarritz (stageimanol.com).
En 2014, il ouvre son premier établissement cave à vins - cave à manger « Les Contrebandiers » à Biarritz avant de franchiser le concept. En septembre 2015, des établissements sont ouverts à Pau et à Saint-Étienne.
En 2015, après quatre ans de travail et de réflexion, il commence avec son complice Lionel Osmin, négociant installé à Morlaàs, la commercialisation d'une gamme de vins étrangers en exclusivité en France en créant une maison de négoce spécialisée « Les Passeurs de Vins »,.
Il fait partie du collectif des Champions de la Paix de Peace and Sport qui rassemble des athlètes de haut niveau engagés personnellement en faveur du mouvement de la paix par le sport. En 2017, il était ainsi présent à Dijon dans le cadre de Challenge Michelet et a rencontré les responsables de la Protection judiciaire de la jeunesse, partenaires de Peace and Sport, et les bénéficiaires de leurs programmes.
En 2019, il participe à la saison 4 de Ninja Warrior : Le Parcours des héros, jeu télévisé diffusé sur TF1.
En septembre 2021, il intègre l'équipe dirigeante de la structure amateur du Biarritz olympique en tant que vice-président. Il est accompagné de ses anciens coéquipiers David Couzinet, élu président, Jérôme Thion, trésorier, Dimitri Yachvili, Christophe Milhères, Jimmy Marlu et Benoît Baby pour mener l'opposition à l'équipe dirigeante à la tête de la structure professionnelle du BO, menée par Jean-Baptiste Aldigé. Le 15 décembre, ils sont confirmés dans leurs fonctions pour un mandat complet par un vote des adhérents (135 voix pour, 81 contre et 1 nul). Le 10 août 2023, Couzinet ainsi que son bureau composé d'Harinordoquy, Thion, Yachvili et Marlu démissionnent.

## Statistiques en équipe nationale
Imanol Harinordoquy intègre l'équipe de France des moins de 21 ans avec qui il participe au championnat du monde 2001 en Australie.
Imanol Harinordoquy obtient 82 capes avec l'équipe de France au poste de troisième ligne centre ou de troisième ligne aile entre le 16 février 2002 contre le pays de Galles au Millennium Stadium et le 17 mars 2012 contre le même adversaire et dans le même lieu. Il  marque treize essais  pour un total de 65 points.
Il occupe le rôle de capitaine à une reprise, le 13 novembre 2010 contre les Fidji.

## Palmarès

### En club
- Biarritz olympique
  - Vainqueur du Championnat de France 2005 et 2006
  - Finaliste de la Coupe d'Europe en 2006 et 2010
  - Vainqueur du Challenge européen en 2012

### En équipe nationale
- France
  - Vainqueur du Tournoi des Six Nations en 2002 (Grand Chelem), 2004 (Grand Chelem), 2007 et 2010 (Grand Chelem)
  - Finaliste de la Coupe du monde en 2011

#### Coupe du monde

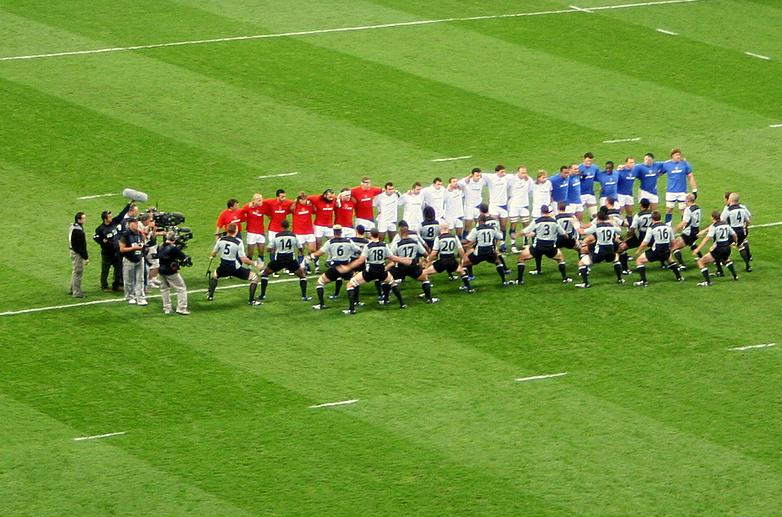
Quart-de-finale France - All Blacks en 2007.

Imanol Harinordoquy dispute trois éditions de la Coupe du monde, en 2003, 2007 et 2011. Finaliste face aux All Blacks en 2011, il termine quatrième des éditions 2003 et 2007.
Il dispute un total de seize rencontres, quatre en 2003 et trois essais marqués, cinq en 2007 et sept en 2011.
| Édition               | Rang      | Résultats France | Résultats Harinordoquy | Matchs Harinordoquy |
| --------------------- | --------- | ---------------- | ---------------------- | ------------------- |
| Australie 2003        | Quatrième | 5 v, 0 n, 2 d    | 3 v, 0 n, 1 d          | 4/7                 |
| France 2007           | Quatrième | 4 v, 0 n, 3 d    | 2 v, 0 n, 3 d          | 5/7                 |
| Nouvelle-Zélande 2011 | Deuxième  | 4 v, 0 n, 3 d    | 4 v, 0 n, 3 d          | 7/7                 |

Légende : v = victoire ; n = match nul ; d = défaite.

#### Tournoi des Six Nations
Il participe notamment à neuf Tournois des Six Nations (2002, 2003, 2004, 2005, 2007, 2009, 2010, 2011 et 2012), disputant 39 rencontres et inscrivant neuf essais. Il remporte trois fois un Grand Chelem en 2002, 2004 et 2010, et remporte une autre édition, en 2007, il est le meilleur marqueur d'essais français du Tournoi des Six Nations 2004.
| Édition          | Rang | Résultats France | Résultats Harinordoquy | Matchs Harinordoquy |
| ---------------- | ---- | ---------------- | ---------------------- | ------------------- |
| Six Nations 2002 | 1    | 5 v, 0 n, 0 d    | 4 v, 0 n, 0 d          | 4/5                 |
| Six Nations 2003 | 3    | 3 v, 0 n, 2 d    | 3 v, 0 n, 2 d          | 5/5                 |
| Six Nations 2004 | 1    | 5 v, 0 n, 0 d    | 4 v, 0 n, 0 d          | 4/5                 |
| Six Nations 2005 | 2    | 4 v, 0 n, 1 d    | 0 v, 0 n, 1 d          | 1/5                 |
| Six Nations 2007 | 1    | 4 v, 0 n, 1 d    | 4 v, 0 n, 1 d          | 5/5                 |
| Six Nations 2009 | 3    | 3 v, 0 n, 2 d    | 3 v, 0 n, 2 d          | 5/5                 |
| Six Nations 2010 | 1    | 5 v, 0 n, 0 d    | 5 v, 0 n, 0 d          | 5/5                 |
| Six Nations 2011 | 2    | 3 v, 0 n, 2 d    | 3 v, 0 n, 2 d          | 5/5                 |
| Six Nations 2012 | 4    | 2 v, 1 n, 2 d    | 2 v, 1 n, 2 d          | 5/5                 |

Légende : v = victoire ; n = match nul ; d = défaite ; la ligne est en gras quand il y a Grand Chelem.

### Distinctions personnelles
- Oscars du Midi olympique :
  -  Oscar d'Argent en 2004
  -  Oscar de Bronze en 2010